# Gimnazjum pińczowskie
Gimnazjum Pińczowskie (także Gimnazjum w Pińczowie) – pierwsza protestancka szkoła średnia w Polsce, istniejąca w latach 1551–1567 w Pińczowie, zwanym Sarmackimi Atenami. Było obok Akademii Rakowskiej czołowym ośrodkiem reformacji kalwińskiej i braci polskich w Polsce.

## Historia
Szkoła powstała przypuszczalnie z inicjatywy Franciszka Stankara, a fundatorem był właściciel Pińczowa Mikołaj Oleśnicki, który wypędził zakon paulinów z kościoła i klasztoru i wprowadził protestanckich kaznodziejów. W 1550 na pierwszym synodzie w Pińczowie znalazł się bakałarz z Krakowa Grzegorz Orszak, który zorganizował szkołę i został jej rektorem. Szkoła mieściła się w budynku poklasztornym. Rozkwit szkoły nastąpił dopiero w 1556, po przybyciu do niej nowego nauczyciela, Francuza Piotra Statoriusa – Stoińskiego.
Nauczycielami w szkole byli oprócz Stoińskiego i Orszaka także Jean Thenaud, Melchior Filipowski z Krakowa, Krzysztof Przechadzka ze Lwowa (były uczeń szkoły), Marcin Lubelczyk, Erazm Gliczner, Franciszek Lismanin i Jerzy Szoman.
Do wybitniejszych uczniów należeli: Justus Rabb (zm. 1612), patrycjusz krakowski, teolog i jezuita, Aleksy Rodecki (zm. 1606), drukarz braci polskich w Krakowie i Rakowie i Stanisław Cikowski z Wojsławic (zm. 1617) podkomorzy krakowski.
Po śmierci Mikołaja Oleśnickiego gimnazjum zamknięto. W czerwcu 1578 planowano założenie w Pińczowie uniwersytetu protestanckiego, jednak biskup krakowski zakupił dobra pińczowskie i uniemożliwił realizację tego planu.

## Organizacja program i nauczanie
Program oraz funkcjonowanie szkoły regulowało Urządzenie Gimnazjum Pińczowskiego Piotra Statoriusa – Stoińskiego.
Według tego programu prowadzono wówczas program metodyczny oraz podział na klasy, z których każda miała swojego nauczyciela i własny program nauczania. W szkole wykładano m.in. łacinę, język grecki i język polski. Kalwińskie gimnazjum słynęło z wysokiego poziomu nauczania.